# Game Over II
Game Over II, uscito originariamente in Spagna come Phantis, è un videogioco pubblicato nel 1987-1988 per i computer Amstrad CPC, Atari ST, Commodore 64, MSX, PC booter e ZX Spectrum dalla Dinamic Software. L'ambientazione è fantascientifica ed è composto da più fasi di diverso genere, prima sparatutto a scorrimento e poi a piattaforme multischermo.
Dopo l'uscita di Phantis in spagnolo, nel 1988 uscì una seconda versione in inglese con il titolo Game Over II, pubblicata anche fuori dalla Spagna. Solo questa versione presenta il gioco come seguito di Game Over, e nel caso dell'Atari ST fu l'unica versione. Game Over era anche incluso in omaggio con la prima edizione europea del seguito. La protagonista di Phantis è una donna formosa e poco vestita, che in Game Over II venne sostituita con un astronauta in tuta; sulle copertine e nelle introduzioni viene mostrata comunque una donna discinta, ma diversa da quella di Phantis. Una riedizione per Commodore 64 della Cosmicsoft, con un astronauta ulteriormente diverso, uscì con il titolo Quantum.
Nel 2013 uscì il videogioco indipendente Ultionus: A Tale of Petty Revenge, un titolo in stile retrò ispirato in particolare a Phantis.

## Trama
Nella versione Phantis la protagonista è il comandante Serena e deve liberare il suo amato e compagno di spedizione, precipitato sulla terribile luna Phantis, abitata da creature ostili. Nella versione Game Over II il protagonista è il comandante Locke e deve liberare Arkos, protagonista del precedente Game Over, che ora è stato imprigionato dagli eredi dei precedenti nemici sulla luna Phantis, usata come pianeta-carcere.
In entrambi i casi il protagonista deve prima viaggiare e combattere con l'astronave per raggiungere Phantis dallo spazio e quindi sorvolarne la superficie vulcanica e attraversare una caverna, fino alla zona paludosa. Dopo l'atterraggio si impadronisce di un Adrec clonato, una bestia bipede che usa come cavalcatura per attraversare la palude; in sella lotta con una lama fotonica contro gli alieni locali, che cavalcano rospi giganti e pterodattili.
Prosegue quindi a piedi, ma con un jet pack che permette di fare balzi. Inizia da una zona rocciosa dove i nemici cavalcano i "pelotroni" (presumibilmente dallo spagnolo pelota, "palla"), creature simili a sfere saltellanti, e per combatterli usa un piccolo pelotrone ribelle. Quindi si procura una pistola laser e scende sempre più nel sottosuolo, attraverso caverne artificiali o naturali. Sottoterra attraversa una base aliena, una zona con vegetazione, un lago, un breve tratto di intermezzo in elicottero, il magma, e infine le antiche segrete, fino a raggiungere e liberare il prigioniero.

## Modalità di gioco
Come altri titoli della Dinamic, incluso il primo Game Over, il gioco è suddiviso in due parti autonome; la prima corrisponde al viaggio in astronave e a cavallo, la seconda al viaggio a piedi. Una volta completata la prima parte si ottiene una password che permette di cominciare le partite direttamente dalla seconda. La prima parte è composta da quattro fasi e la seconda da sei livelli.
Nelle prime tre fasi della prima parte si pilota l'astronave in uno sparatutto a scorrimento orizzontale continuo verso destra. Come unica arma si ha un raggio che spara verso destra. Oltre ad astronavi nemiche, si devono affrontare asteroidi nello spazio, globi di lava e missili sulla superficie vulcanica, enormi serpenti da colpire tre volte in testa e nubi di gas nella caverna. Nella quarta fase si controlla Serena/Locke sulla cavalcatura, muovendolo solo in orizzontale, con scorrimento verso destra. L'arma si può usare per sparare a corto raggio in avanti oppure fare una spazzata circolare verso l'alto, contro nemici che arrivano da terra e dall'aria.
Nella seconda parte si attraversano ambienti formati da molte schermate fisse con vista di profilo, collegate in orizzontale o in verticale, alcune con piattaforme. Il percorso è perlopiù lineare, ma a volte sono possibili deviazioni, necessarie per recuperare certi oggetti indispensabili. Serena/Locke cammina in orizzontale e con il jet pack può fare brevi voli che sono praticamente ampi salti con traiettoria controllabile in orizzontale. Solo nella seconda parte si possono sopportare più scontri con i nemici prima di perdere una vita, e l'energia è rappresentata da un cuore che si rimpicciolisce sempre più. Nel primo livello, in superficie, Serena/Locke non ha armi, ma il pelotrone alleato la/lo segue costantemente qualche passo indietro e distrugge i nemici toccandoli; il giocatore può comandare al pelotrone di avanzare, portandosi qualche passo avanti al protagonista, per poi tornare automaticamente dietro. Nei successivi cinque livelli sotterranei il protagonista è solo, ma può sparare in orizzontale dopo aver raccolto la pistola laser.